# Франк Семен Людвигович
Семен Людвігович Франк (16 [28] січня 1877, Москва, Російська імперія — 10 грудня 1950, Лондон, Велика Британія) — російський філософ і релігійний мислитель.
Учасник збірок «Проблеми ідеалізму» (1902), «Віхи» (1909) і «З глибини» (1918). Прагнув до синтезу раціональної думки і релігійної віри в традиціях апофатичної філософії і християнського платонізму, перебував під впливом Плотіна і Миколи Кузанського. Уже будучи в еміграції виявив схожість своїх досліджень з ідеями Володимира Соловйова (особливо у світлі концепції позитивної всеєдності).
Протоієрей Василь Зеньковський, історик російської філософії, писав, що серед мислителів свого покоління Семен Франк був найбільш філософським.

## Біографія

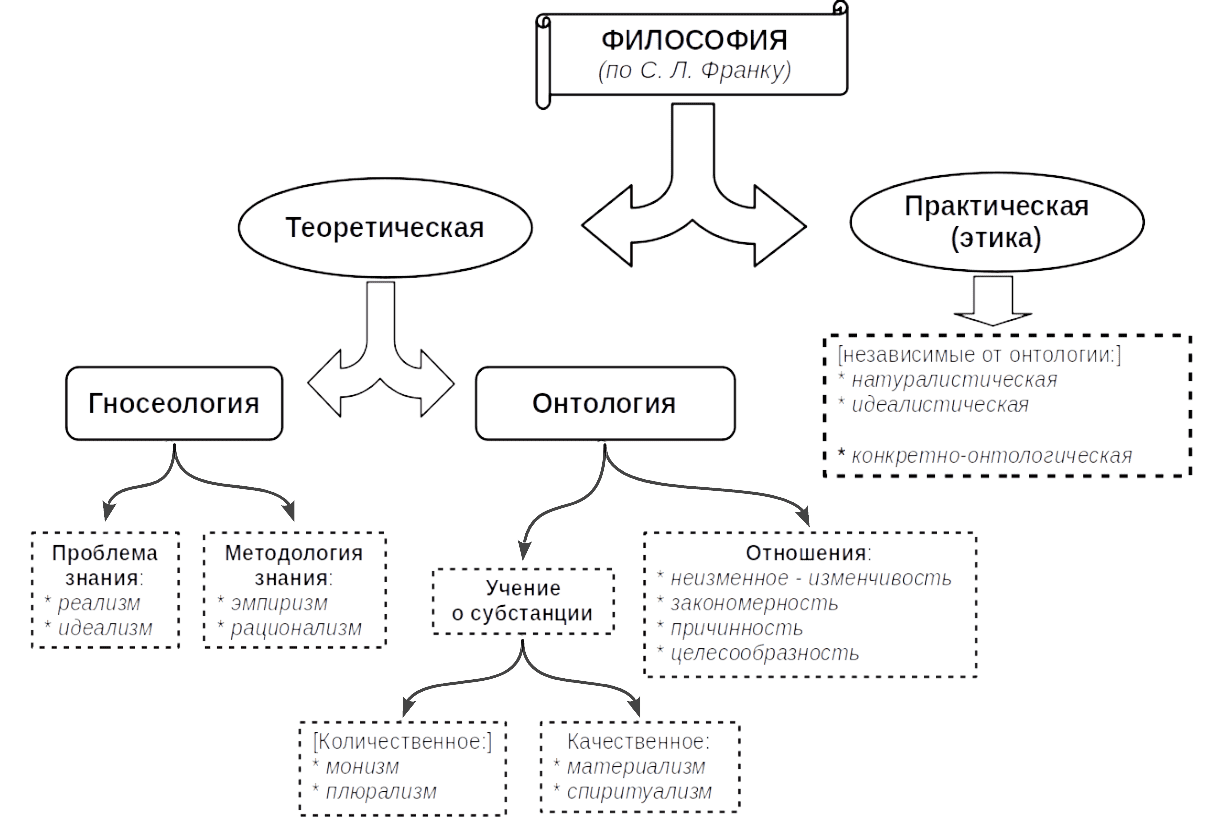

### Дитячі роки
Семен Людвігович Франк народився в єврейській родині. Його батько, лікар Людвіг Семенович Франк (1844—1882) — випускник Московського університету (1872), переселився в Москву з Віленської губернії під час Польського повстання 1863 року, як військовий лікар брав участь у Російсько-турецькій війні 1877—1878 років, за відвагу та відданість Російській імперії був удостоєний ордена Святого Станіслава 3-го ступеня та особистого дворянства. Л. С. Франк працював у Департаменті охорони здоров'я Міністерства внутрішніх справ, сім'я жила на П'ятницькій вулиці, потім в Мясницкій околотці; разом з ними жила мати батька (бабуся філософа) Феліція Френкель, а також сестри батька Теофілія і Єва. У 1891 році, через 9 років після смерті чоловіка від лейкозу, мати С. Л. Франка — Розалія Мойсеївна Росіянська (1856, Ковно — 1908, Нижній Новгород) — вдруге вийшла заміж за аптекаря Василя Івановича (Цалеля Іціковича) Зака, який в 1884 році повернувся з шестирічного сибірського заслання, яке він відбував за участь у «Народній волі».
У дитинстві Семен Франк отримав домашню освіту у свого діда, купця першої гільдії Мойсея Мироновича Росіянського (1830—1891), уродженця Ковно, який був наприкінці 60-х роках XIX століття одним із засновників московської єврейської громади і у якого онук сприйняв інтерес до філософських проблем релігії. Р. М. Росіянськая з дітьми жила разом з Мойсеєм Мироновичем і його дружиною (бабусею філософа) Сорой-Гитл Добринер (1834—?, родом з Тільзіта у Східній Пруссії), спочатку в Мясницькому околотку, а з 1899 року — у власному будинку в Кривому провулку; дід торгував чаєм.
У 1886—1892 роках Семен Франк навчався у Лазаревському інституті східних мов, де був прийнятий відразу в другий клас. У 1891 році мати переїхала до нового чоловіка в Нижній Новгород і оселилася в Канавино, Семен приєднався до них через рік і в Нижньому Новгороді закінчив гімназію, після чого поступив в Московський університет.